# Dalmand, Tolna
Dalmand  este un sat în districtul Dombóvár, județul Tolna, Ungaria, având o populație de 1.347 de locuitori (2011). 

## Demografie
Componența etnică a satului Dalmand
     Maghiari (96,59%)
     Germani (1,54%)
     Necunoscut (0,68%)
     Alții (1,19%)
Componența confesională a satului Dalmand
     Fără religie (12,55%)
     Reformați (3,93%)
     Necunoscută (82,11%)
     Alte religii (1,71%)
Conform recensământului din 2011, satul Dalmand avea 1.347 de locuitori. Din punct de vedere etnic, majoritatea locuitorilor (96,59%) erau maghiari, cu o minoritate de germani (1,54%). Apartenența etnică nu este cunoscută în cazul a 0,68% din locuitori. Nu există o religie majoritară, locuitorii fiind persoane fără religie (12,55%) și reformați (3,93%). Pentru 82,11% din locuitori nu este cunoscută apartenența confesională.